# Limez-Halbinsel
Die Limez-Halbinsel (bulgarisch полуостров Лимец poluostrow Limez) ist eine in nord-südlicher Ausrichtung 3,3 km lange, 2,4 km breite und größtenteils unvereiste Halbinsel, die den nordwestlichen Ausläufer von Low Island im Archipel der Südlichen Shetlandinseln bildet. Sie liegt zwischen der Kazichene Cove und der Smochevo Cove im Westen und der Berraz Bay im Osten. Sie endet im Norden in Form des Kap Wallace.
Britische Wissenschaftler kartierten sie 1968 und 2009. Die bulgarische Kommission für Antarktische Geographische Namen benannte sie 2013 nach der Ortschaft Limez im Süden Bulgariens.